# Кольский острог
Кольский острог — дерево-земляное укрепление, поставленное в 1583 году воеводой Максаком Судимантовым у слияния рек Кола и Тулома, в центральной части нынешнего города Кола.
На рубеже XVI—XVII веков Кольский острог отразил три нападения: в 1589 году — нападение отряда каянских немцев (финнов) под командованием Везайнена. Потери осаждающих — 60 человек убитыми и 30 пленными, в том числе одного военачальника (Кафти, в русских источниках — Кавпий); в августе 1591 года — нападение шведско-финского отряда под командованием Ханса Ларсона (1200 свийских и каянских немцев по свидетельству Соловецкого летописца). После высадки с кораблей шведам удалось поджечь Егорьевскую и Покровскую башни острога, но штурм удалось отбить. Потери осаждавших в ходе штурма и ответной вылазки гарнизона — 215 человек, потери осаждённых — 25 убитых и 35 раненых. Руководил обороной воевода Владимир Загряжский; в феврале 1611 года — зимний поход отряда под командованием губернатора Вестерботнии Бальтазара Бека. После многодневного перехода шведы по льду реки Тулома вышли к Коле. В ходе штурма они даже смогли прорваться внутрь острога, но были выбиты. Бек ушёл ни с чем, на обратном пути разорив пограничные волости. Особенно от шведских бесчинств пострадали лопари (саамы).

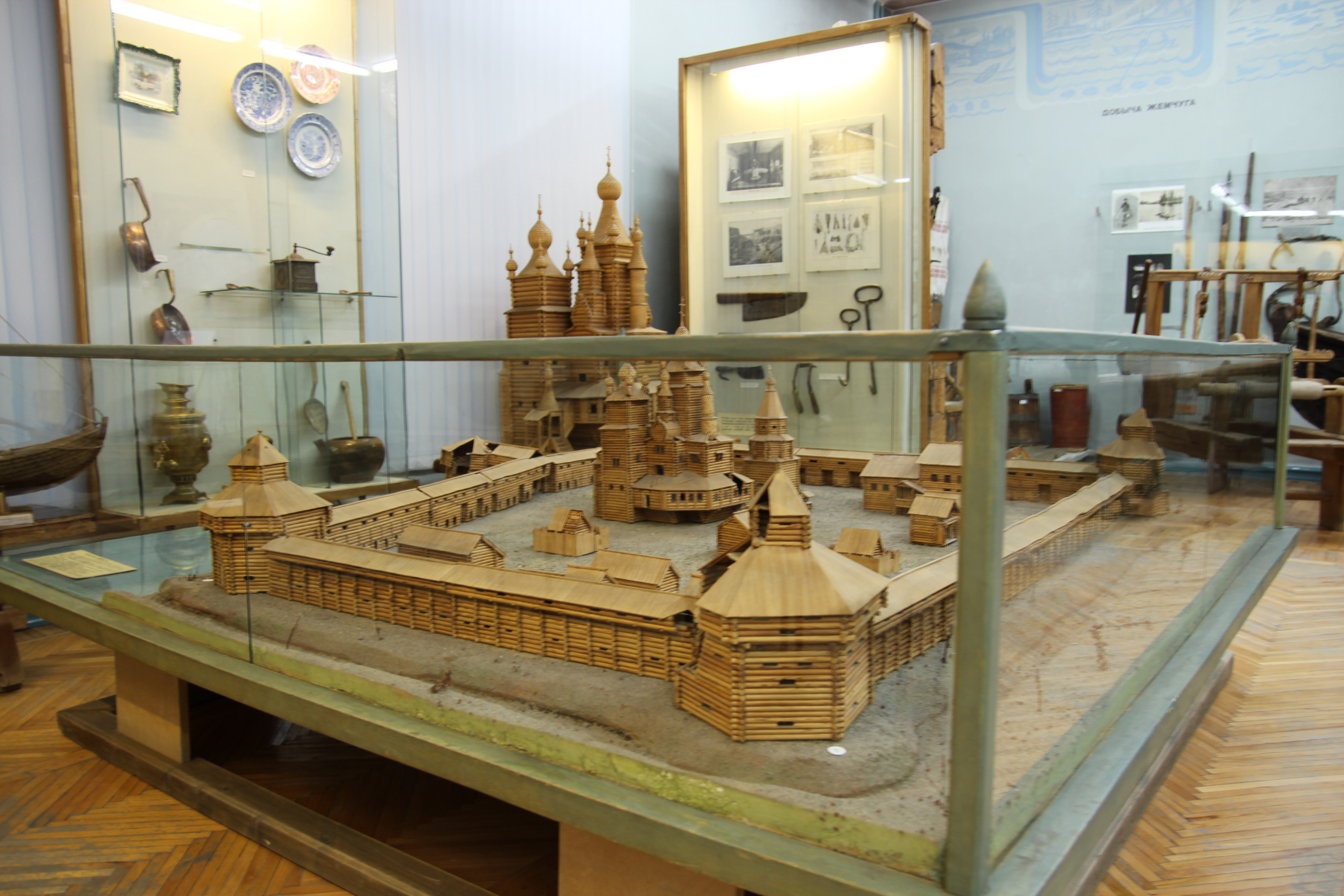
Макет Кольского острога в Мурманском краеведческом музее

В 1681—1684 годах было построено главное здание ансамбля Кольского острога — Воскресенский собор.
В 1700—1706 годах крепость перестраивалась по указу Петра I.
Острог и собор сгорели 11 августа 1854 года в результате обстрела города английским паровым корветом «Миранда» (англ. Miranda).